# Tetradellidae
De Tetradellidae zijn een familie van uitgestorven kreeftachtigen uit de klasse van de Ostracoda (mosselkreeftjes).

## Taxonomie

### Onderfamilies
- Dillobellinae †
- Glossomorphitinae Hessland, 1954 †
- Perspicillinae †
- Sigmoopsinae
- Tetradellinae †

### Geslachten
- Aulacopsis Hessland, 1949 †
- Ctenobolbina Ulrich, 1890 †
- Dilobella Ulrich, 1894 †
- Disulcina Sarv, 1959 †
- Foramenella Stumbur, 1956 †
- Glossomorphites Hessland, 1953 †
- Gunnaropsis Spjeldnaes, 1963 †
- Hippula Tromelin & Lebesconte, 1876 †
- Lomatobolbina Jaanusson, 1957 †
- Oecematobolbina Jaanusson, 1957 †
- Ogmoopsis Hessland, 1949 †
- Ordovicia Neckaja, 1956 †
- Pentagona Schallreuter, 1964 †
- Perspicillum Schallreuter, 1964 †
- Petrisigmoopsis Pinto & Purper, 1980 †
- Polyceratella Oepik, 1937 †
- Severella Schallreuter, 1964 †
- Sigmobolbina Henningsmoen, 1953 †
- Sigmoopsis Henningsmoen, 1953 †
- Sigmoopsoides Schallreuter, 1964 †
- Tetradella Ulrich, 1890 †
- Vittella Schallreuter, 1964 †
- Wehrlina Schallreuter, 1964 †
- Winchellatia Kay, 1940 †